# Saint-Maulvis
Saint-Maulvis település Franciaországban, Somme megyében. Lakosainak száma 280 fő (2022. január 1.). Saint-Maulvis Frettecuisse, Andainville, Arguel, Avesnes-Chaussoy, Épaumesnil, Fresneville és Fresnoy-Andainville községekkel határos.

## Népesség
A település népessége az elmúlt években az alábbi módon változott:
| Lakosok száma | 256  | 264  | 276  | 267  | 266  | 268  | 272  | 276  | 280  |
|               | 2013 | 2015 | 2016 | 2017 | 2018 | 2019 | 2020 | 2021 | 2022 |